# Шайтан Михайло
Миха́йло Шайта́н (1895, Сімферополь — †1926), російський історик середньовіччя родом з Сімферополя, студіював історію в Петроградському Університеті (1914—1918), згодом викладав у Сімферополі, з 1921 науковий співробітник Петроградського Університету. Спеціалізувався на питаннях зв'язків Київської Руси з Західною Європою:
- «Германия и Киев в XI в.» (1925),
- «Ирландские эмигранты в средние века» (1925).